# قشلاق اجی اشمه نوراحمد
قشلاق اجی اشمه نوراحمد یک روستا در ایران است که در دهستان قشلاق جنوبی واقع شده‌است. قشلاق اجی اشمه نوراحمد ۳۴ نفر جمعیت دارد.